# Sân bay Rutshuru
Sân bay Rutshuru (ICAO: FZNC) là một sân bay ở Rutshuru, Cộng hòa Dân chủ Congo.